# Жутово 2-е
Жутово 2-е — село в Октябрьском районе Волгоградской области России, административный центр Жутовского сельского поселения.

## История
Дата основания не установлена. Согласно всероссийской переписи 1897 года наличное население хутора Жутов составило 1038 человек, постоянное 1017. Согласно сведениям, содержащимся в Памятной книжке  Астраханской губернии на 1905 год, хутор Жутов относился к Аксайской волости Черноярского уезда Астраханской губернии, в хуторе имелось 150 дворов, проживало 1148 жителей По состоянию на 1914 года в селе Жутово Аксайской волости имелось 220 дворов, проживало 944 души мужского и 919 женского пола, за селом было закреплено 19 141 десятина удобной и 20 071 неудобной земли. В 1919 году в составе Черноярского уезда село было включено в состав Царицынской губернии (с 1925 года - Сталинградской губернии, с 1928 года - Нижне-Волжского края, с 1934 года - Сталинградского края).
В 1935 году включено в состав Ворошиловского района Сталинградского края (с 1936 года - области), центр 2-го Жутовского сельсовета. В 1954 году 2-й Жутовский сельсовет переименован в Жутовский.

## География
Село расположено в степной зоне на северо-западе Ергенинской возвышенности, относящейся к Восточно-Европейской равнине, при балке Жутова (бассейн реки Аксай Есауловский), на высоте 131 метр над уровнем моря. Рельеф местности холмисто-равнинный, осложнён балками и оврагами. Почвы - каштановые солонцеватые и солончаковые.
По автомобильным дорогам расстояние до областного центра города Волгограда составляет 160 км, до районного центра посёлка Октябрьский - 36 км. 
Климат
Климат умеренный континентальный с жарким летом и малоснежной, иногда с большими холодами, зимой. Согласно классификации климатов Кёппена климат характеризуется как влажный континентальный (индекс Dfa). Температура воздуха имеет резко выраженный годовой ход. Среднегодовая температура положительная и составляет + 8,4 °С, средняя температура января -6,8 °С, июля +23,9 °С. Расчётная многолетняя норма осадков - 368 мм, наибольшее количество осадков выпадает в июне (40 мм), наименьшее в марте и октябре (по 23 мм). 
Часовой пояс
Жутово 2-е, как и вся Волгоградская область, находится в часовой зоне МСК (московское время). Смещение применяемого времени относительно UTC составляет +3:00.

## Население
Динамика численности населения по годам:
| 1897 | 1900 | 1904 | 1908 | 1914 | 2002 |
| ---- | ---- | ---- | ---- | ---- | ---- |
| 1038 | 1102 | 1148 | 1424 | 1863 | 883  |

| 2010 |
| ---- |
| 754  |